# Prestvannet
Prestvannet es un pequeño lago en el centro de la isla de Tromsøya en la ciudad de Tromsø en Troms, Noruega.  Prestvannet fue planeado como un embalse en 1867, cumpliendo tal función hasta 1921. Desde ese año, es una reserva natural.
El área circundante se ha preservado como un lugar para que las aves aniden. El estanque está rodeado por bosques, que a su vez es atravesado por un sendero utilizado para actividades recreacionales y cuenta con señalética que informa sobre la fauna local. En el invierno el lago se congela, siendo un lugar popular para practicar patinaje sobre hielo.

## Galería

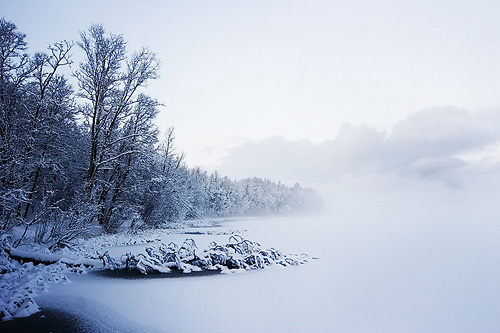
Prestvannet durante el invierno.
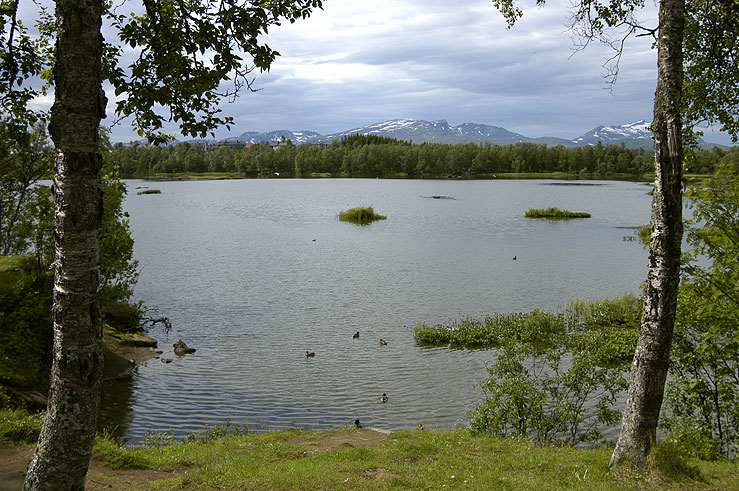
Vista hacia el suroeste. El monte del fondo es Middagstind en Kvaløya.
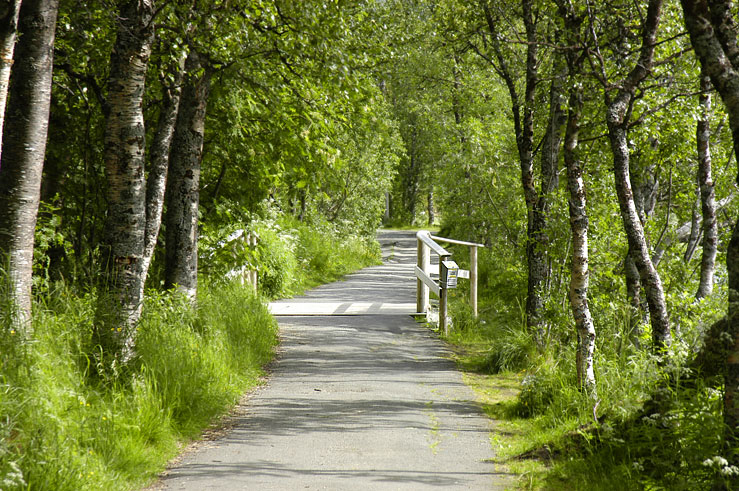
Sendero cerca de Prestvannet.
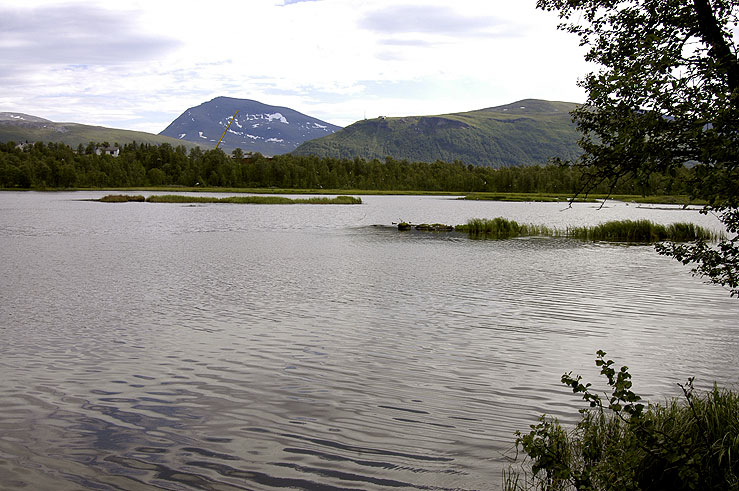
Otra vista del lago.